# 托馬斯·辛普森·霍爾

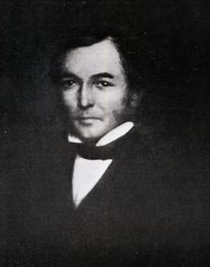
托馬斯·辛普森·霍爾

托馬斯·辛普森·霍爾（英語：Thomas Simpson Hall）（1808年8月19日—1870年5月28日）是一位英國裔澳大利亞牧場主，他是在英國殖民擴展到現在的北新南威爾士和南昆士蘭地區的過程當中的先鋒人物。他在原住民土地上建立了大規模的牧場租賃，隨後與這些土地的原住居民發生了相當多的邊境衝突。霍爾是英國在達特布魯克、新南威爾士曼尼拉、新南威爾士賓加拉、新南威爾士莫里和昆士蘭蘇拉特等殖民定居點的先驅。他還成為澳大利亞短角牛的主要繁育者，並培育出一種名為霍爾牧牛犬的工作犬，後來演變成澳洲牧牛犬。

## 早年生活
霍爾於1808年出生在霍克斯伯里河的邦古爾，是喬治·霍爾和他的妻子瑪麗·史密斯的兒子。他的父母是來自英國諾森伯蘭郡的長老宗農村移民，於1802年乘坐科羅曼德號抵達新南威爾士。 與其他選定的長老宗殖民者一起聚居，霍爾一家在波特蘭角獲得了一塊土地，並在那裡建立了農場，同時幫助建立了澳大利亞大陸現存最古老的教堂埃本尼澤教堂。 喬治·霍爾的子女與其他乘坐科羅曼德號抵達的波特蘭角長老宗家族（如豪斯家族、約翰斯頓家族和特恩布爾家族）聯姻，並共同建立了富有且政治上有影響力的殖民農業王朝。